# Donoma
Donoma è un film del 2010 diretto da Djinn Carrenard.
Commedia romantica di produzione francese a basso costo, sceneggiata, prodotta e montata dallo stesso regista.

## Produzione
Prodotto dall'etichetta indipendente Donoma Guerilla, il lungometraggio è stato creato da un collettivo di artisti, impiegando un budget risicatissimo che, secondo quanto dichiarato dalla produzione, ammonterebbe a 150 euro.

## Distribuzione
Il film, completato già nel 2009, è stato oggetto di un passaparola sulla rete internet, in ragione della sua atipica caratteristica di realizzazione a bassissimo costo. L'uscita del film, nell'autunno 2011, è stata resa possibile da una collaborazione tra la Donoma Guerilla e la Commune Image Media. Padrini del film sono Abdellatif Kechiche, Clément Sibony, Valérie-Anne Expert (responsabile dell'azione culturale della Société des auteurs et compositeurs dramatiques), Léo Soésanto (critico cinematografico per Les Inrockuptibles).
Il film è stato presentato alla Settimana internazionale della critica,  dell'edizione 2010 del festival di Cannes, nella selezione del premio ACID (Agence pour le cinéma indépendant et sa diffusion) di cui è stato l'opera di apertura. È in seguito stato diffuso nelle sale cinematografiche francesi a partire dal 23 novembre 2011.